# Bubbly
„Bubbly” este un cântec al interpretei americane Colbie Caillat. Piesa a fost compusă de Ken Caillat și inclusă pe materialul discografic de debut al artistei, Coco. Înregistrarea era lansată ca primul single al albumului în mai 2007.
Piesa a devenit unul șlagăr la nivel mondial, bucurându-se de succes în țări precum Australia, Norvegia sau Cehia. În S.U.A. s-a comercializat în peste 2,6 milioane de exemplare în format digital.
„Bubbly” a ocupat locul 1 în Australia timp de o săptămână, în timp ce în Republica Cehă a staționat pe aceeași treaptă timp de șapte săptămâni consecutive.